# 祝典前奏曲
祝典前奏曲（しゅくてんぜんそうきょく、独: Festliches Präludium）ハ長調作品61は、リヒャルト・シュトラウスが作曲した管弦楽曲。

## 概要
祝典前奏曲は、1913年の10月19日のウィーンのコンツェルトハウス落成式のために委嘱され初演された作品で、5管編成という大規模な編成による楽曲である。1913年5月11日にドイツのガルミッシュで完成された。

## 楽器編成
5管編成
- 管楽器：ピッコロ、フルート4、オーボエ4、ヘッケルフォン、小クラリネット、クラリネット4（C管とA管）、ファゴット4、コントラファゴット、ホルン8、トランペット4、トロンボーン4、バスチューバ
- 打楽器：ティンパニ2（2人、8台）、シンバル、大太鼓
- パイプオルガン
- 弦7部：ヴァイオリン2部：20+20、ヴィオラ2部：12+12、チェロ2部：10+10、コントラバス12
- バンダ（別働隊）の金管群：トランペット6（場合によっては12）

## 楽曲
- 序奏部は、「祝祭的な（荘重な）テンポで Festlich bewegt (Solennemente)」と記されたオルガンの独奏によって開始される（4分の3拍子）。やがて全管弦楽が加わり盛り上がりを作った後に一旦静まり、「非常に快活に Sehr lebhaft」と記された主部（2分の2拍子）が弦楽器によって始まる。ホ長調のフレーズが推移的に導かれ、一部のパートが4分の6拍子のフレーズを重ね、多数の声部が複層的に奏される。主題の再現を経てテンポを上げていき、やがて再びオルガン独奏による序奏のフレーズに至る。終結部では主部のフレーズも重なり、最後はバンダ（別働隊）の6つのトランペットが参加して壮大なクライマックスで終わる。

## 演奏時間
- 約11分

## 出版
- フリュストナー・ロンドン

## 演奏
- 作曲者リヒャルト・シュトラウス本人とバイエルン国立歌劇場管弦楽団の録音が存在する。
- その後は、カール・ベーム、レナード・バーンスタイン、ホルスト・シュタイン、デイヴィッド・ジンマン、シュテファン・ショルテス、ネーメ・ヤルヴィ、ヴォルフガング・サヴァリッシュ、イルジー・ビエロフラーヴェクらの録音および映像が存在する。
- 1997年7月4日、札幌コンサートホールKitaraのこけら落としコンサートの際に、秋山和慶の指揮、札幌交響楽団の管弦楽、小林英之のオルガンにより、この曲が最初に演奏された。パイプオルガンを備えたコンサートホールの開館は北海道では初めてのことであり、東京のオーケストラのトランペット奏者もバンダとして、オルガンバルコニーから演奏に参加し、祝祭に花を添えた。この演奏会はNHK札幌放送局がすべて収録し、NHK教育テレビ『日本のオーケストラ』に加え、BSハイビジョンでも放送された。